# 訃報 2010年11月
訃報 2010年11月（ふほう 2010ねん11がつ）では、2010年11月中に物故した、又は物故が報じられた人物についてまとめる。

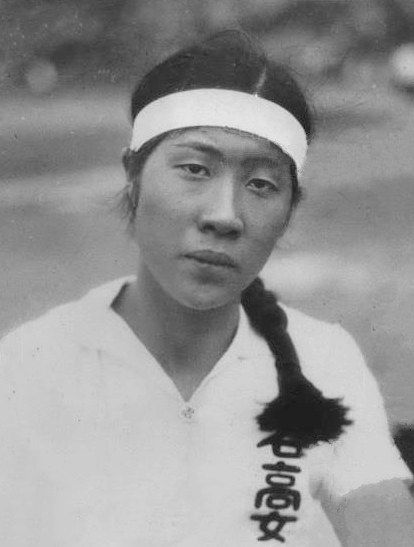
梅村すみ子／11月2日没

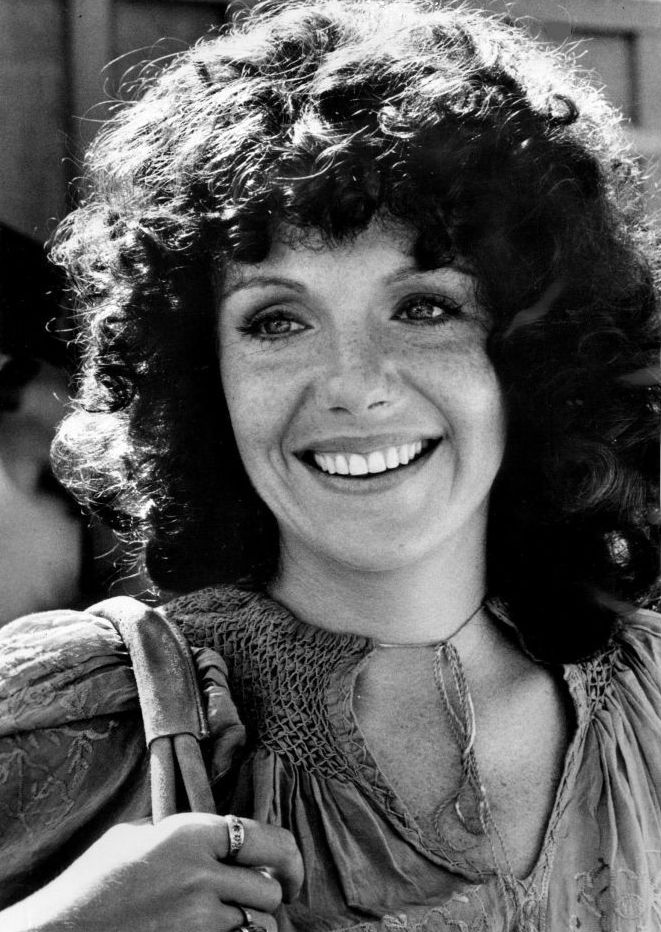
ジル・クレイバーグ／11月5日没

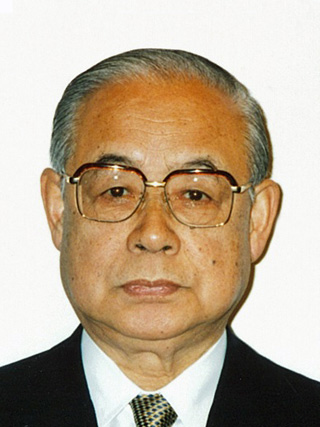
三ヶ月章／11月14日没

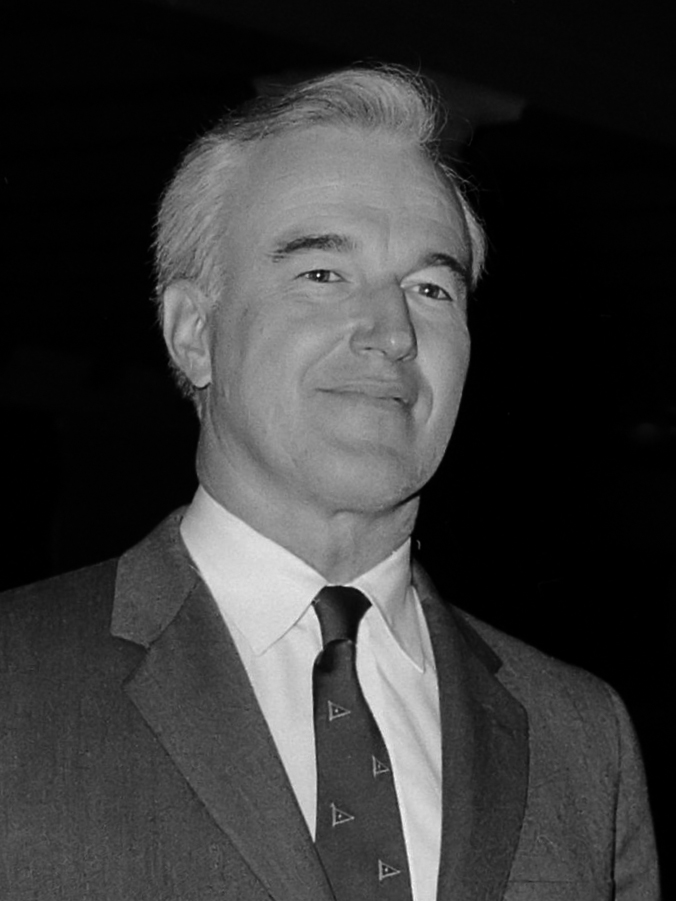
ブリトン・チャンス／11月16日没

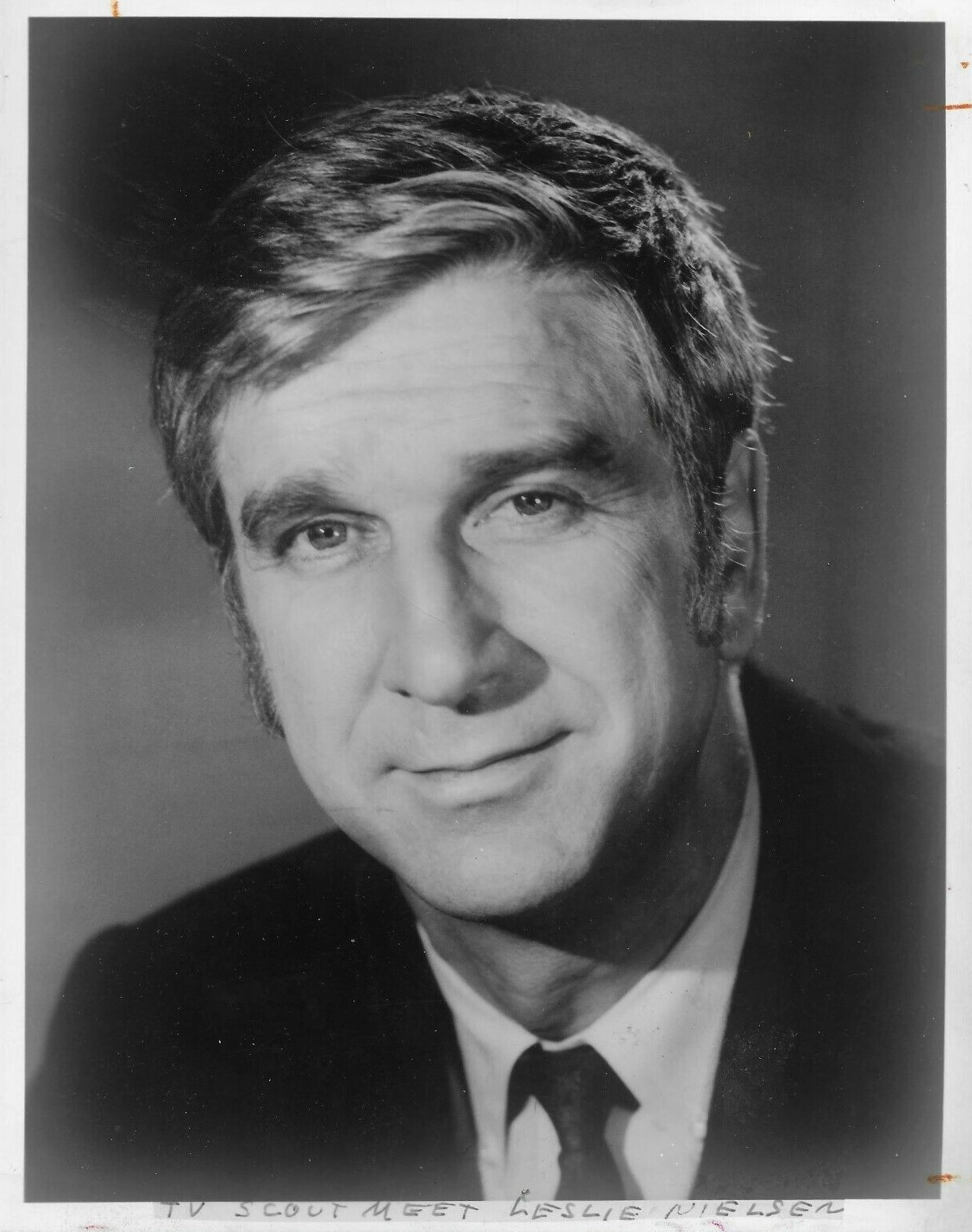
レスリー・ニールセン／11月28日没

## （1日 - 15日）
- 11月1日 - 瀬戸山孝一、日本の元官僚、旧大蔵省（現：財務省）元印刷局長（* 1919年)[1]
- 11月1日 - 福本邦雄、日本の実業家・画商・政治活動家、近畿放送（現：京都放送）元社長（* 1927年)[2]
- 11月1日 - 津田京子、日本の女優（* 1948年)[3]
- 11月1日 - 荒木勉、日本の学者、徳島大学大学院教授【神経病態学専攻】（* 1951年)
- 11月2日 - 梅村すみ子、日本の元陸上選手【1932年ロサンゼルス五輪陸上日本代表】（* 1917年)
- 11月2日 - 山崎岳麿、日本の実業家、元荒川化学工業常務（* 1923年)
- 11月2日 - ルドルフ・バルシャイ、ロシアの指揮者（* 1924年)
- 11月2日 - クライド・キング(Clyde King)、アメリカの元野球選手・監督（* 1924年)
- 11月2日 - 武富敏幸、日本の実業家、元九電工常任監査役（* 1932年)
- 11月2日 - 黒木昭雄、日本のジャーナリスト、元警察官（* 1957年)
- 11月3日 - ヴィクトル・チェルノムイルジン、ロシアの政治家、元ロシア連邦首相（* 1938年)
- 11月3日 - ジェリー・ボック(Jerry Bock)、アメリカの作曲家（* 1928年)
- 11月3日 - 常田久仁子、日本のテレビプロデューサー（* 1928年)[4]
- 11月3日 - 土田健三、日本の実業家、旧三興製作所(現：レイズネクスト)元社長（* 1933年)
- 11月4日 - ウジェニー・ブランシャール、フランスの世界最高齢女性（* 1896年)
- 11月4日 - スパーキー・アンダーソン、アメリカの元野球監督【シンシナティ・レッズ、デトロイト・タイガース】（* 1934年)
- 11月4日 - 立川談大、日本の落語家（* 1974年)
- 11月5日 - ハヨ・ヘルマン、ナチスドイツの軍人（* 1913年)
- 11月5日 - 佐野洋子、日本の絵本作家（* 1938年)
- 11月5日 - ジル・クレイバーグ、アメリカの女優（* 1944年)
- 11月6日 - ミヒャエル・ザイフェルト、ナチスドイツの親衛隊兵長（* 1924年)
- 11月6日 - 趙明禄、朝鮮民主主義人民共和国の軍人（* 1928年)
- 11月6日 - 山口俊明、日本のジャーナリスト（* 1942年)
- 11月7日 - 西崎義展、日本の映画プロデューサー（* 1934年)
- 11月8日 - ジョー樋口、日本の元プロレスラー、元全日本プロレスレフェリー、GHCタイトル管理委員長（* 1929年)
- 11月9日 - 西村嘉明、日本の元野球選手（* 1924年)[5]
- 11月9日 - 小石忠男、日本の音楽評論家（* 1929年)
- 11月10日 - デイブ・ニーハウス、アメリカ合衆国のスタジアムアナウンサー（* 1935年)
- 11月10日 - トニー・ウェスト、イギリスのベーシスト、ザ・サーチャーズの元メンバー（* 1938年)
- 11月11日 - ディノ・デ・ラウレンティス、イタリアの映画プロデューサー（* 1919年)
- 11月12日 - ヘンリク・ミコワイ・グレツキ、ポーランドの作曲家（* 1933年)
- 11月12日 - スタニスワフ・ボバク、ポーランドのスキージャンプ選手（* 1956年)
- 11月13日 - アラン・サンデージ、アメリカ合衆国の天文学者（* 1926年)
- 11月13日 - 范敬宜(范敬宜)、中華人民共和国のジャーナリスト、人民日報元編集局長（* 1931年)
- 11月13日 - 遅塚忠躬、日本の西洋史学者（* 1932年)
- 11月13日 - 北小路敏、日本の新左翼運動家（* 1936年)
- 11月14日 - 三ヶ月章、日本の法学者、第56代法務大臣、東京大学名誉教授（* 1921年)
- 11月15日 - 岡本経一、日本の出版者（* 1909年)
- 11月15日 - 森村国夫、日本の実業家（* 1919年?）[6]
- 11月15日 - 星野哲郎、日本の作詞家（* 1925年)
- 11月15日 - 松本友里、日本の元女優、俳優・松平健の妻（* 1968年)
- 11月15日 - 王貝、中国歌手・（* 1986年)

## （16日 - 30日）
- 11月16日 - ブリトン・チャンス、アメリカ合衆国の物理学者、元セーリング選手（* 1913年)
- 11月16日 - 森本雅樹、日本の天文学者（* 1932年)
- 11月17日 - 浅尾新一郎、日本の元外交官、元イタリア共和国駐箚特命全権大使（* 1928年)
- 11月17日 - 黒岩比佐子、日本のノンフィクション作家（* 1958年)
- 11月17日 - イザベル・カロ、フランスのモデル（* 1982年)
- 11月18日 - ブライアン・マースデン、イギリスの天文学者（* 1937年)
- 11月18日 - 松澤浩明、日本のギタリスト、元MAKE-UP（* 1960年)
- 11月19日 - 75センツ、クロアチアの歌手、ユーロビジョン・ソング・コンテスト2008クロアチア代表（* 1933年)
- 11月19日 - 林秀彦、日本の脚本家（* 1934年)
- 11月21日 - 藤島昭、日本の検察官・弁護士、元最高裁判所判事（* 1924年)
- 11月21日 - 近藤崇晴、日本の裁判官、最高裁判所判事（* 1944年)
- 11月22日 - 深町純、日本の作曲家、シンセサイザー奏者（* 1946年)
- 11月22日 - エレノア・コア、アメリカの作家（* 1922年)
- 11月23日 - カナンギナク・ポートーゴーク、カナダの彫刻家、版画家（* 1935年)
- 11月24日 - 黄華、中華人民共和国の政治家、外交官、元中華人民共和国外交部部長（* 1913年)
- 11月24日 - 駿河海光夫、日本の元大相撲力士、元プロレスラー（* 1920年)
- 11月24日 - ピーター・クリストファーソン、イギリスのミュージシャン、グラフィックデザイナー（* 1955年)
- 11月25日 - ミハイル・ボゴリューボフ(Боголюбов, Михаил Николаевич)、ロシアの言語学者、サンクトペテルブルク国立大学東洋言語学部長（* 1918年)
- 11月25日 - 星野勘太郎、日本の元プロレスラー、プロモーター、魔界倶楽部総裁（* 1943年)
- 11月26日 - 五十棲辰男、日本の政治家、元京都府長岡京市長（* 1928年)
- 11月26日 - モハマド・アンワル・エラヒー、モーリシャスのサッカー選手、監督（* 1929年?)
- 11月26日 - 飯田馬之介、日本のアニメーション映画監督（* 1961年)
- 11月28日 - レスリー・ニールセン、アメリカ合衆国の俳優（* 1926年)
- 11月28日 - シルヴィア[7]、日本の歌手（* 1958年)
- 11月29日 - モーリス・ウィルクス、イギリスの情報工学者（* 1913年)
- 11月29日 - マリオ・モニチェリ、イタリアの映画監督（* 1915年)
- 11月29日 - ベッラ・アフマドゥーリナ、ロシアの詩人（* 1937年)
- 11月30日 - ペーター・ホフマン、ドイツのテノール歌手（* 1944年)

## 没日不明
- 11月下旬 - 朝倉喬司、日本のノンフィクション作家（* 1943年）[8]